# Aldo Monti
Aldo Monti (Roma, 4 de janeiro de 1929 - Cidade do México, 19 de julho de 2016) foi um ator ítalo-mexicano.
Italiano de nascimento, em 1947 fixou residência na Venezuela e em meados da década de 1950, radicou-se no México.

## Filmografia

### Como ator
- "Entre el amor y el odio" (2002) Telenovela .... Lorenzo Ponti
- "Confidente de secundaria" (1996) Telenovela .... Rogelio
- "El hogar que yo robé" (1981) Telenovela .... Diego
- "Una noche embarazosa" (1979)
- "Verónica" (1979) Telenovela
- "Una mujer" (1978) Telenovela
- "Marcha nupcial" (1977) Telenovela
- "Barata de primavera" (1975) Telenovela .... Fernando Meraz
- "Santo y Blue Demon contra Drácula y el Hombre Lobo" (1973) .... Drácula
- "Rosario" (1971) .... Sergio Rosell
- "El amor de María Isabel" (1971) .... Ariel
- "El amor tiene cara de mujer" (1971) Telenovela .... Abel Delacroix
- "La venganza de las mujeres vampiro" (1970)
- "Rubí" (1970) .... Alejandro
- "Santo en El tesoro de Drácula" (1969) .... Conde Drácula
- "El libro de piedra" (1969) .... Carlos
- "Flor marchita" (1968) .... Renato Conti
- "Pasión gitana" (1968) Telenovela .... Conde Rolando de Monforte
- "El ídolo" (1966) Telenovela
- "Pánico" (1966) .... (segmento "Angustia")
- "La razón de vivir" (1966) Telenovela
- "Tú eres un extraño" (1965) Telenovela .... David
- "Valeria" (1965) Telenovela
- "Juicio de almas" (1964) Telenovela
- "La trampa" (1964) Telenovela
- "La desconocida" (1963) Telenovela
- "La sombra del otro" (1963) Telenovela
- "Juramento de sangre" (1962)
- "El rayo de Jalisco" (1962)
- "Janina" (1962) Telenovela
- "Marcela" (1962) Telenovela
- "Las momias de Guanajuato" (1962) Telenovela
- "Vivo o muerto" (1960) .... Doroteo
- "Nacida para amar" (1959)
- "Los hijos ajenos" (1959) .... Jorge
- "Kermesse" (1959) .... Manuel
- "Cadenas de amor" (1959) Telenovela
- "Teresa" (1959) Telenovela
- "Misterios de la magia negra" (1958)
- "El diario de mi madre" (1958) .... Carlos Montes
- "La torre de marfil" (1958)
- "Al sur de Margarita" (1954)

### Como diretor
- Acapulco 12-22 (1975)
- Santo en Anónimo mortal (1975)
- Querer volar (1980)
- Secuestro sangriento (1985)
- Vacaciones sangrientas (1988)
- Horas violentas (1992)
- Seducción sangrienta (1992)
- Obsesión asesina (1993)
- Uroboros (2001)